# Notoraja tobitukai
Notoraja tobitukai är en rockeart som först beskrevs av Yoshio Hiyama 1940.  Notoraja tobitukai ingår i släktet Notoraja och familjen egentliga rockor. IUCN kategoriserar arten globalt som otillräckligt studerad. Inga underarter finns listade i Catalogue of Life.